# 百万馬力
『百万馬力』（ひゃくまんばりき）は、2005年3月19日までABCテレビが編成していた深夜番組放送枠。当初は月曜と火曜の深夜（火曜と水曜の未明）に編成されていたが、2002年4月から土曜深夜（原則として日曜未明1:00 - 1:30）へ移動した。

## 概要
枠名には、製作費用100万円以内で収まるような番組を基本的に1クール（10 - 12回程度、番組によってはこれよりも少なくなる場合あり）ごとに製作するという意味合いが込められていた。この枠の放送番組には、関西を本拠とする若手のお笑い芸人たちがよく出演していた。ABCお笑い新人グランプリの優勝者に、副賞としてこの枠での冠番組出演権を贈っていた。
2005年3月、この枠は『ごもっとも!』の最終回をもって終了した。以来、朝日放送は土曜深夜に自社製作番組を放送していなかったが、2006年1月に川島なお美主演ドラマ『よろず刑事』を同じく土曜深夜に編成したことで自社製作枠が復活した。そして、2007年7月に『藤井陣内のザ・レジェンド』をスタートさせたことで、本枠の終了以来6クールぶりに土曜深夜の自社製作バラエティが復活した。

## 放送番組
| タイトル                                  | 放送日時                                           | 放送回数 | 内容                                                                                             |
| ----------------------------------------- | -------------------------------------------------- | -------- | ------------------------------------------------------------------------------------------------ |
| ヒットメーカー                            | 2000年                                             |          | 音楽ジャーナリストの佐伯進がMCを務める音楽バラエティ。                                           |
| おもしろレンタルビデオ スピルバーガー     | 2000年4月3日 - 12月18日                            |          | baseよしもとのお笑い芸人が制作した面白ビデオを紹介。                                             |
| スポーツ最終電車                          | 2001年1月15日 - 3月26日                            |          | 関西で活動するスポーツ選手2名が本音トークで対談。                                                |
| キングコングと12人の怒れる師匠たち        | 2001年4月2日 - 6月11日                             |          | ABCお笑い新人グランプリの優勝者・キングコングがベテラン芸人とロケを行い芸人魂を学ぶ。            |
| シャンプー劇場                            | 2001年7月9日 - 9月24日                             | 12回     | シャンプーハットと若手芸人たちによる新作コント。                                                 |
| プロジェクトQ                             | 2002年1月7日 - 3月25日                             | 12回     | 週代わりのクイズ企画に一般出場者が挑戦。司会は後藤ひろひと。                                     |
| baseよしもとワッショイ大作戦              | 2002年4月6日 - 7月6日                              |          | NGKで行われたbaseよしもと芸人のイベントや各コンビの単独ライブのダイジェスト。                    |
| ますおか＆アメザリの無茶修行              | 2002年7月13日 - 9月28日                            |          | ますだおかだとアメリカザリガニが、すごろくをしながらサイコロのマスに書いてある指令を実行する。   |
| レギュラーの全国区宣言!!                  | 2002年10月5日 - 12月21日                           |          | ABCお笑い新人グランプリの優勝者・レギュラーが地方番組ジャックに挑戦。                            |
| 発熱! 猿人ショー                          | 2003年1月11日 - 3月29日                            | 13回     | 演劇集団Piperのメンバーと女優の大路恵美らによるコント番組。                                      |
| 天女の秘宝館                              | 2003年4月5日 - 6月28日                             |          | ユウキロックがMCを務めた女性芸人育成番組。松竹芸能、ケーエープロの女芸人も出演。                 |
| チョップリン凸劇場                        | 2003年7月5日 - 8月30日                             |          | ABCお笑い新人グランプリの優勝者・チョップリンのコント番組。ハワイロケも敢行した。                |
| うめコン8                                 | 2003年9月6日 - 10月25日                            | 8回      | うめだ花月で活動していたお笑い芸人たちによるコント番組。                                         |
| 速報! M-1グランプリへの道                 | 2003年11月1日 - 12月27日／2004年11月6日 - 12月25日 |          |                                                                                                  |
| ナイチンゲーラー                          | 2004年1月11日 - 2月28日                            | 8回      | 笑い飯、麒麟、千鳥らbaseよしもとのメンバーによる企画物VTR番組。                                  |
| こんばんは! 朝日です                      | 2004年3月6日 - 3月27日                             | 4回      | 『おはよう朝日です』に出演するアナウンサー（柴田博、三代澤康司、宮根誠司、加藤明子）による番組。 |
| ザ・プラン9著 9法全書                     | 2004年4月3日 - 5月29日                             | 9回      | ザ・プラン9が各回のテーマに基づくコントを行う。                                                  |
| ロザン式 〜大学研究所〜                   | 2004年6月5日 - 7月31日                             | 8回      | ロザンが関西の大学を巡り、各校のサークル活動などを紹介。                                         |
| 千鳥じゃ!! 〜伝説の38マイクを求めて〜     | 2004年8月7日 - 9月25日                             |          | ABCお笑い新人グランプリの優勝者・千鳥をメインにしたロケ番組。                                    |
| 男の子はダメっ! JAM系 〜可愛いの大スキ♡〜 | 2004年                                             |          | アイドルグループのJAMが出演。                                                                    |
| お叱りください!                           | 2005年1月8日 - 2月26日                             | 8回      | 笑い飯・麒麟・千鳥の3組が交替で様々な企画を提案・プロデュースする。                              |
| ごもっとも!                               | 2005年3月5日 - 3月19日                             | 3回      | 竹内義和、ケンドーコバヤシ、ブラックマヨネーズ、羽谷直子が出演。                                 |